# Max Buset
Max Buset (* 31. Januar 1896 in Fayt-lez-Manage, Hennegau, Belgien; † 28. Juni 1959 in Haine-Saint-Paul, Hennegau) war ein belgischer Politiker und erster Vorsitzender der Belgischen Sozialistischen Partei (BSP).

## Biografie
Nach dem Schulbesuch studierte er Wirtschaftswissenschaft und schloss dieses Studium mit einem Lizenziat ab. Danach war er als Lehrer tätig.
Seine politische Laufbahn begann er als Kandidat der Belgischen Arbeiterpartei 1932 mit der Wahl zum Mitglied der Abgeordnetenkammer, in der bis zu seinem Tod die Interessen des Arrondissements Thuin vertrat. 1952 bis 1954 wurde er von der Abgeordnetenkammer in die Gemeinsame Versammlung der EGKS delegiert.
Nach dem Ende des Zweiten Weltkrieges wurde er zum ersten Vorsitzenden der Belgischen Sozialistischen Partei gewählt, der Nachfolgeorganisation der Belgischen Arbeiterpartei. In seiner Funktion als Parteivorsitzender war er insbesondere ein Gegner von Paul-Henri Spaak.
Für seine politischen Verdienste wurde ihm am 21. Juli 1948 der Ehrentitel Staatsminister verliehen. Am 16. August 1949 erklärte er, dass seine Partei eine Rückkehr von König Leopold III. unter allen Umständen zu verhindern suchen werde. Diese Haltung wurde später auch bei öffentlichen Protestaktionen von der BSP vertreten.
Nach seinem Tode wurde der frühere Unterrichtsminister Léo Collard sein Nachfolger als Vorsitzender der BSP.

## Veröffentlichungen
- Quelle Europe?, in: Le Peuple, 27./28. Februar 1949, S. 1